# Rudinka
Rudinka (Hongaars: Kisrudas) is een Slowaakse gemeente in de regio Žilina, en maakt deel uit van het district Kysucké Nové Mesto.
Rudinka telt 391 inwoners.